# José Nozolini Barbosa
José Nozolini Barbosa (São Filipe, ilha do Fogo, 13 de junho de 1869 — Lisboa, 4 de setembro de 1923), frequentemente referido apenas por José Barbosa, foi um jornalista, escritor e político português de origem cabo-verdiana, figura influente no período da Primeira República Portuguesa. Membro do Partido Unionista, entre outras funções foi deputado e por duas vezes Ministro das Colónias.

## Biografia
Influente jornalista republicano nos tempos finais da Monarquia Constitucional Portuguesa, após a implantação da República Portuguesa foi cortejado pelos grandes partidos mas preferiu ingressar num pequeno partido, o Partido Unionista. Foram-lhe oferecidas várias pastas ministeriais e posições vantajosas no Ultramar, como sejam a de Alto Comissário de Angola ou de Moçambique e embaixadas no estrangeiro mas recusou. Durante a Primeira Guerra Mundial foi encarregado pelo governo português para conduzir negociações secretas com os governos aliados (França e Estados Unidos) sobre assuntos ligados com a marcha da guerra.
No entanto, aceitou ser Ministro das Colónias no Governo dos Cinco Minutos, presidido por Francisco Fernandes Costa, que não chegou a tomar posse, e novamente no 23.º governo da República, presidido por Domingos Pereira, em funções de 21 de janeiro de 1920 a 8 de março de 1920.
A partir de Junho de 1916 foi director do jornal lisboeta A Lucta substituindo Brito Camacho que deixara o lugar em virtude da mobilização para a França aquando da Primeira Guerra Mundial.
Era presidente do Conselho Superior de Finanças quando faleceu em 1923.